# ISS-Expedition 59
ISS-Expedition 59 ist die Missionsbezeichnung für die 59. Langzeitbesatzung der Internationalen Raumstation (ISS). Die Mission begann mit dem Ankoppeln des Raumschiffs Sojus MS-12 an die ISS am 15. März 2019 und endete mit dem Abkoppeln von Sojus MS-11 am 24. Juni 2019.

## Mannschaft
Von ISS-Expedition 58 übernommen:
- Oleg Kononenko (4. Raumflug), Kommandant (Russland/Roskosmos, Sojus MS-11)
- David Saint-Jacques (1. Raumflug), Bordingenieur (Kanada/CSA, Sojus MS-11)
- Anne McClain (1. Raumflug), Bordingenieurin (USA/NASA, Sojus MS-11)

Zum Beginn der Expedition 59 eingetroffen:
- Alexei Owtschinin (2. Raumflug), Bordingenieur (Russland/Roskosmos, Sojus MS-12)
- Nick Hague (1. Raumflug), Bordingenieur (USA/NASA, Sojus MS-12)
- Christina Koch (1. Raumflug), Bordingenieurin (USA/NASA, Sojus MS-12)

Statt Owtschinin und Hague sollte ursprünglich Oleg Skripotschka die Expedition verstärken. Da Owtschinin und Hague jedoch durch den Fehlstart von Sojus MS-10 nicht zur ISS gelangt waren, wurden ihnen ersatzweise dem Flug Sojus MS-12 zugewiesen, sodass Skripotschka erst später mit Sojus MS-15 fliegen  konnte.

### Ersatzmannschaft
Die Ersatzmannschaft der ISS-Expedition rekrutierte sich aus den Backup-Crews der beiden Sojus-Zubringerraumschiffe, wobei es sich wegen besonderer Umstände beide Male um Alexander Skworzow. Luca Parmitano und Andrew R. Morgan handelte. Alle drei flogen dann mit Sojus MS-13 selbst zur ISS.

## Missionsbeschreibung

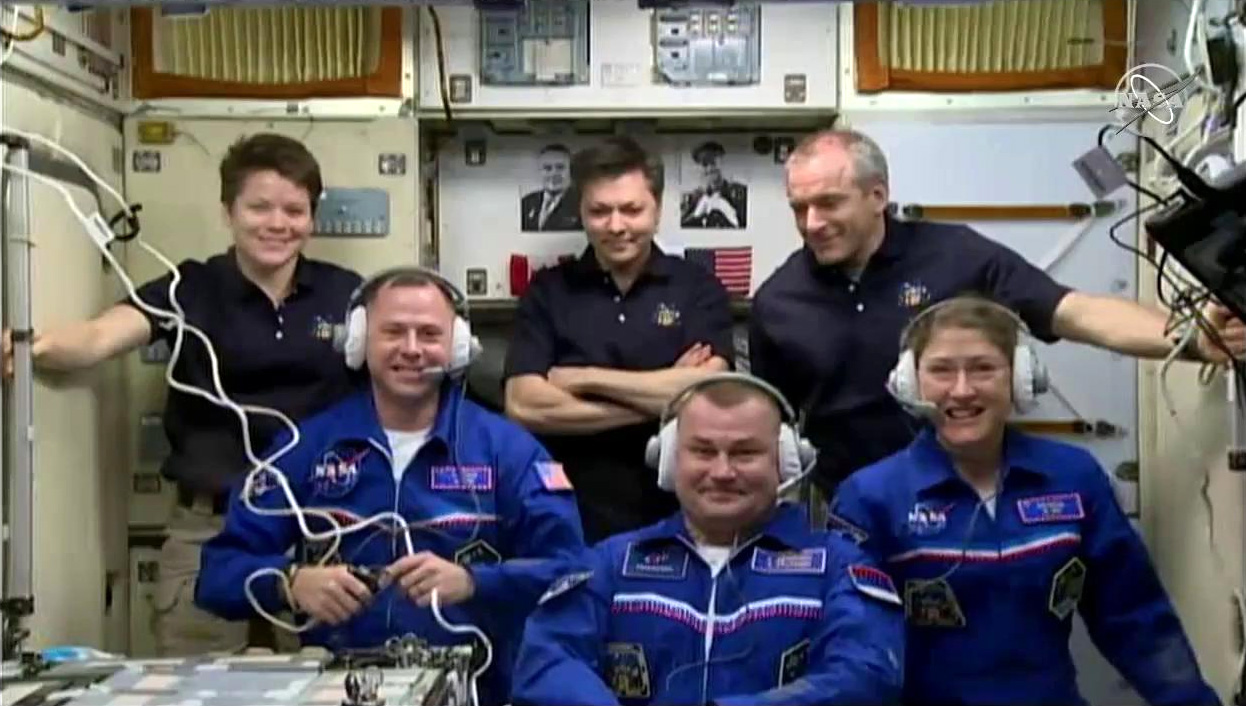
Aufnahme der Besatzung vom 15. März 2019

Durch den Fehlstart des Raumschiffs Sojus MS-10 im Oktober 2018 fehlten drei Raumfahrer und deren Rückkehrschiff auf der ISS. So konnte die Expedition 59 nicht – wie ursprünglich vorgesehen – mit dem Akoppeln von Sojus MS-11 beginnen und wurde stattdessen auf die Ankopplung von Sojus MS-12 vorgezogen, um möglichst früh wieder die Sollstärke einer sechsköpfigen Stammbesatzung zu erreichen. Das Zubringerschiff erreichte die ISS nach etwa sechsstündigem Flug und brachte Alexei Owtschinin, Tyler Hague und Christina Koch an Bord. Zusammen mit Oleg Kononenko, David Saint-Jacques und Anne McClain bildeten sie die Crew der Expedition 59.
Kurz vor dem Abdocken von Sojus MS-11 mit Kononenko, Saint-Jacques und McClain übernahm Owtschinin das ISS-Kommando.

### Frachterverkehr
Am 4. April um 14:22 UTC koppelte Progress MS-11 an das Pirs-Modul an. Der Frachter blieb vier Monate mit der ISS verbunden, ehe er Ende Juli 2019 mit Abfall beladen abgekoppelt und über dem Südpazifik zum Verglühen gebracht wurde.

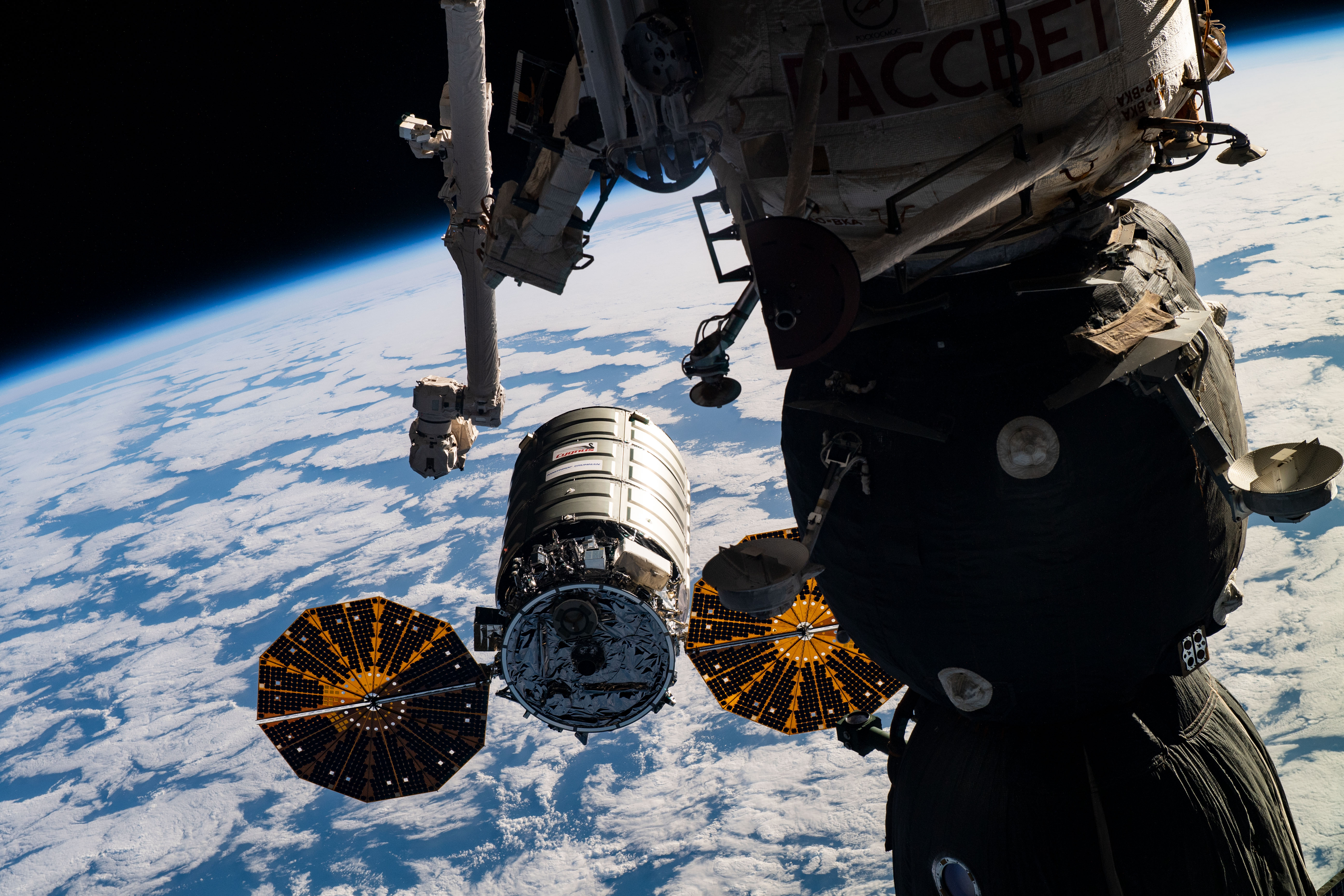
Cygnus NG-10 kurz vor dem Andocken (im Vordergrund Sojus MS-12 angekoppelt am Modul Rasswet)

Am 19. April nutzten Anne McClain und David Saint-Jacques den Greifarm Canadarm2 und fingen das Frachtraumschiff Cygnus NG-11 (genannt „S.S. Roger Chaffee“) ein. Durch Kommandos der Bodenstation wurde Cygnus gedreht und an der Unterseite des Moduls Unity angekoppelt.

### Außenbordarbeiten

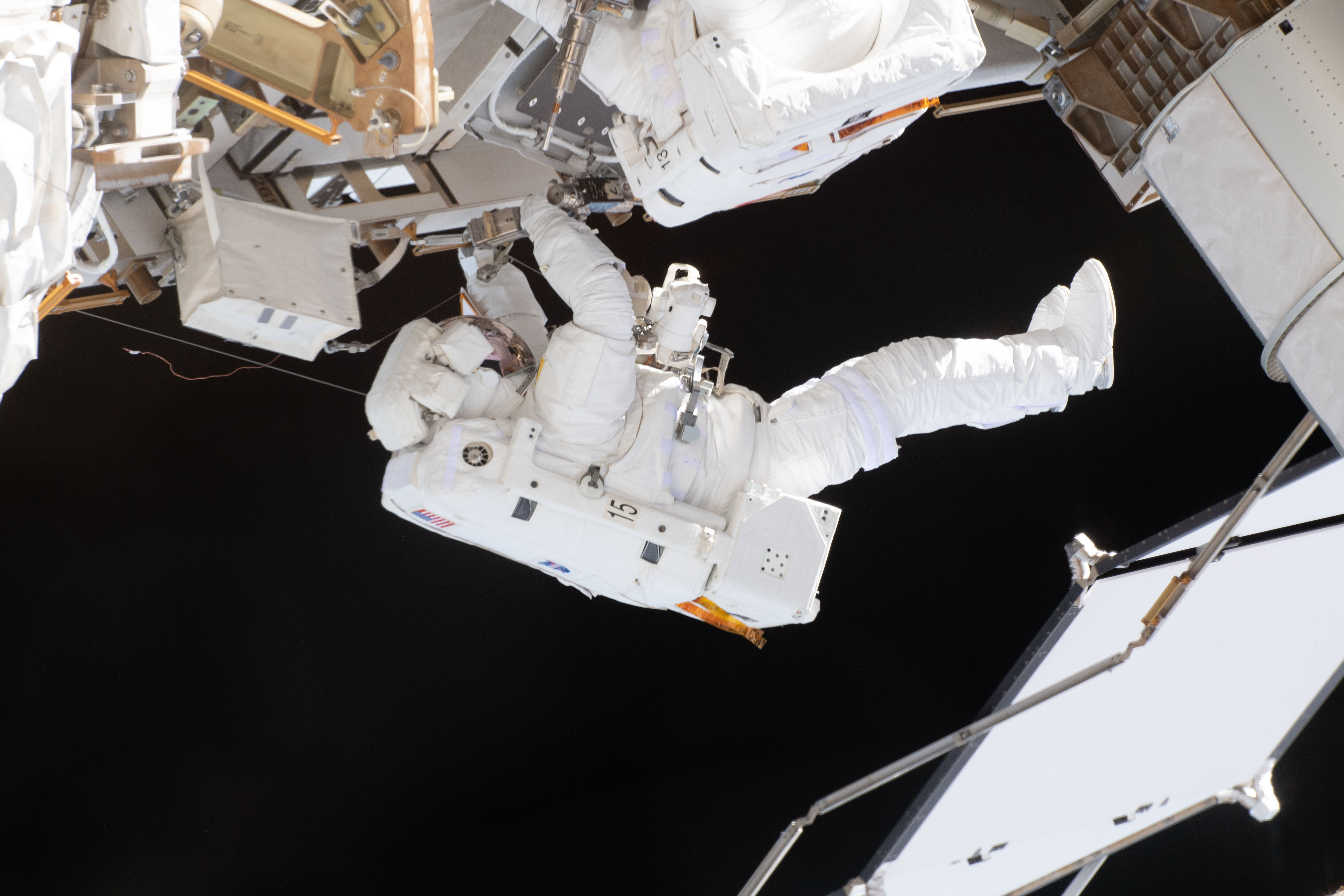
Nick Hague beim ersten Außenbordeinsatz

Am 22. März montierten Nick Hague und Anne McClain im Rahmen einer EVA Adapter für die neuen Lithium-Ionen-Akkumulatoren, mit denen die Aufrüstung des elektronischen Systems abgeschlossen werden soll. Sie tauschten drei alte Nickel-Wasserstoff-Akkumulatoren gegen die neuen Lithium-Ionen-Akkus aus.

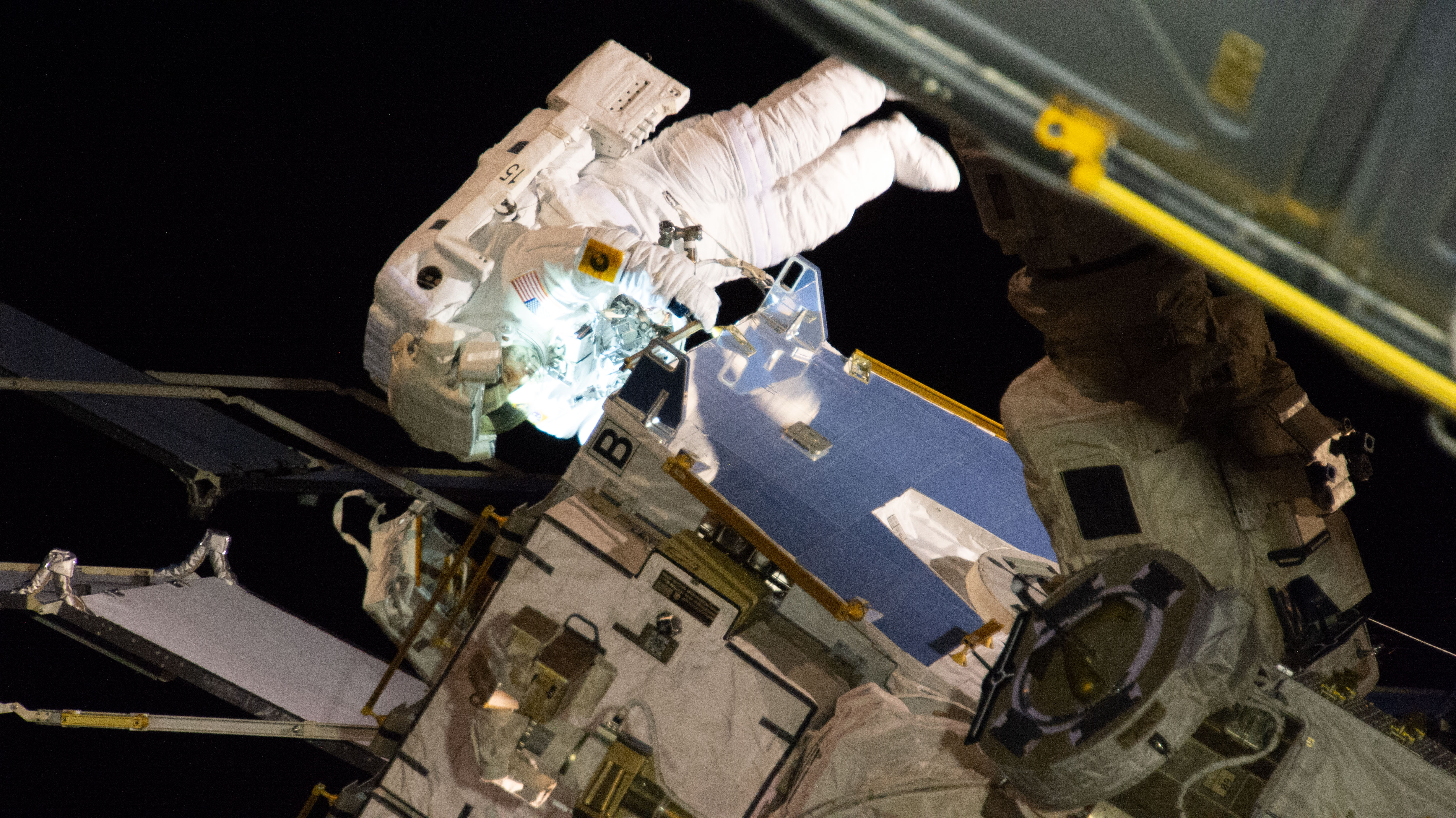
Christina Koch beim zweiten Außenbordeinsatz

Am 29. März verließ Nick Hague die Station erneut, diesmal begleitet von Christina Koch. Sie tauschten drei weitere Nickel-Wasserstoff-Akkus gegen neue Lithium-Ionen-Akkus aus. Ursprünglich sollte Anne McClain an dieser EVA teilnehmen. Jedoch passte sie nicht den vorgesehenen Raumanzug. Nick Hague sprang für sie ein.

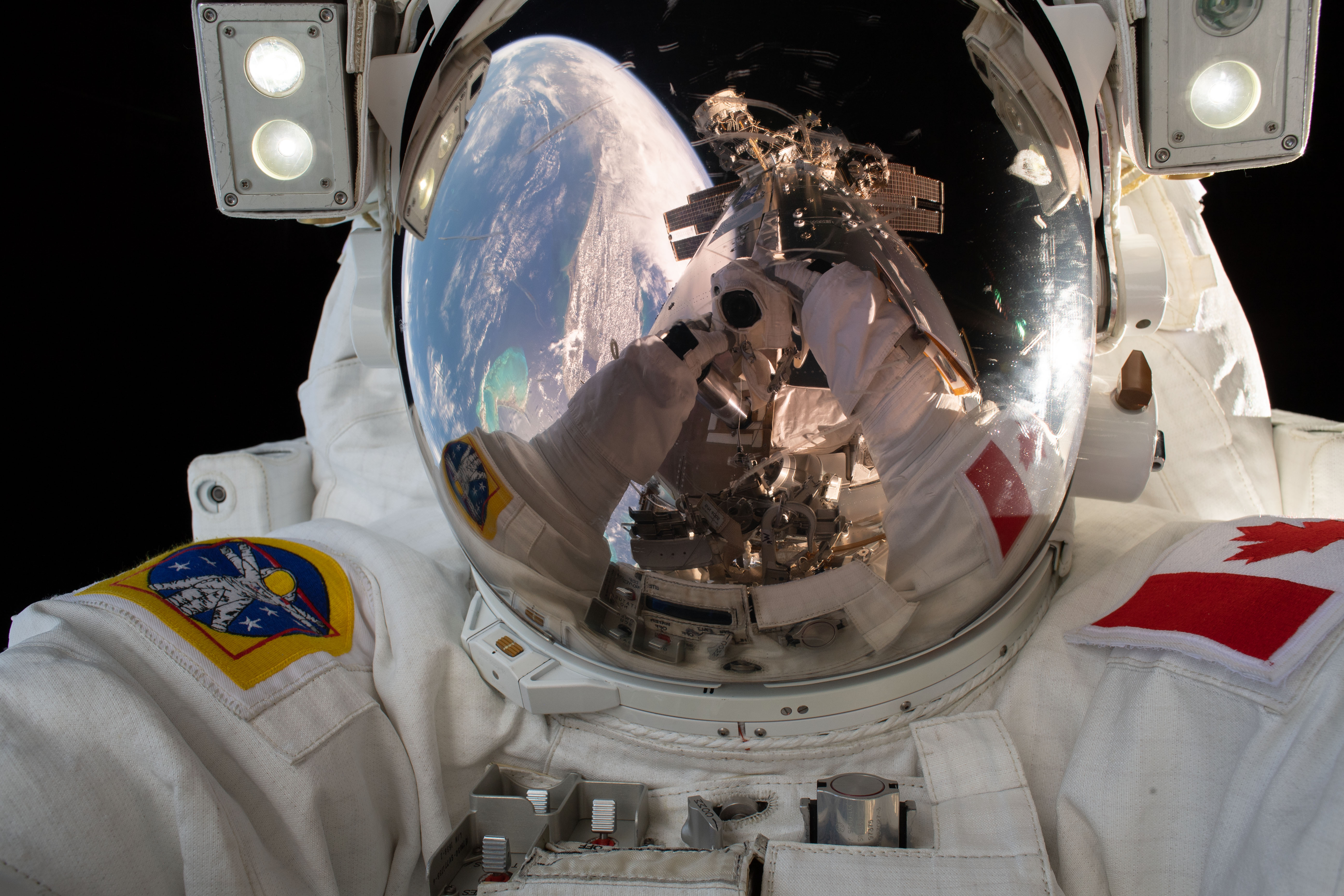
David Saint-Jacques beim dritten Außenbordeinsatz

Am 8. April unternahmen Anne McClain und David Saint-Jacques den dritten Außenbordeinsatz der Mission. Sie tauschen einen defekten Lithium-Ionen-Akku aus, installierten eine redundante Stromversorgung für Canadarm2 und brachten Bolzen zur Experimentbefestigung am Raumlabor Columbus an.
Am 29. Mai unternahmen Oleg Kononenko und Alexei Owtschinin den vierten Außenbordeinsatz der Mission. Sie führten Wartungsarbeiten durch und holten Experimente ein.